# Bagendon
Bagendon is een civil parish in het Engelse graafschap Gloucestershire.